# Andreas Fotiadis
Andreas Fotiadis, född 22 november 1977, är en svensk-grekisk kroppsbyggare. 
Han är fyrfaldig svensk mästare i Classic Bodybuilding, två gånger nordisk mästare och en gång europeisk mästare. Han är därmed en av Sveriges mest meriterade kroppsbyggare. Av tidningen Body har kan kallats för "den fysiska urtypen inom klassisk kroppsbyggning med sina symmetriska linjer".

## Avstängning
Fotiadis blev, av okänd anledning, avstängd 14 maj 2015 från allt tävlande i fyra år av Svenska Kroppskulturförbundet.